# Jábega

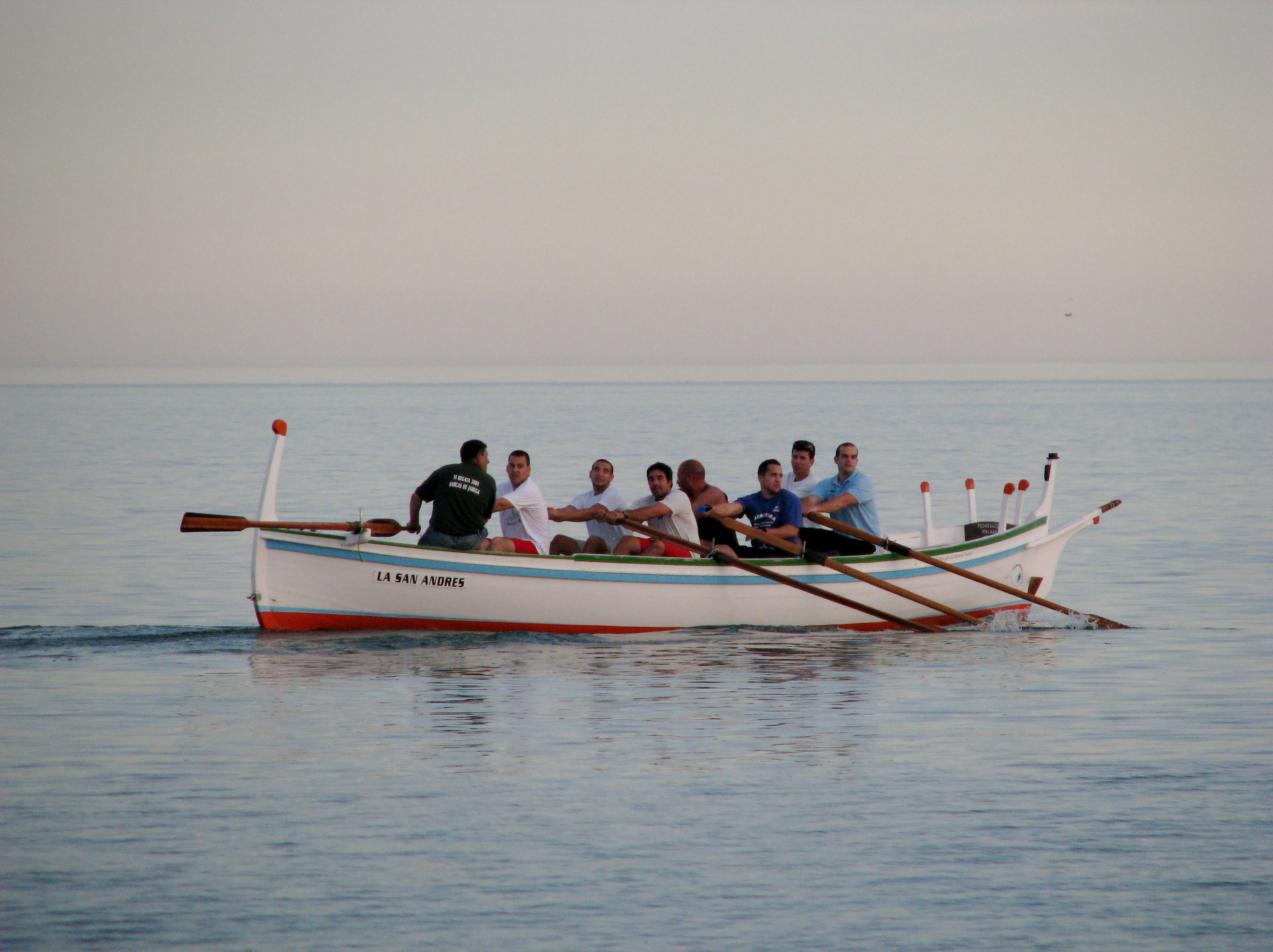
Jábega malagueña.

En Málaga, se llama barca de jábega —popularmente, jábega a secas— a la embarcación tradicional de pesca. 
La jábega es un arte de red de cerco y tiro (cobrada desde la playa), muy utilizada en otros tiempos en las costas europeas. Se usa en otros lugares de la península ibérica, como Portugal (donde recibe el nombre de xávega), Cataluña (donde se llama art), Valencia (nombrándola arte real), Menorca (donde recibe el nombre de xabec en menorquín), y en otros lugares de Andalucía (arte de malla real). En la Región de Murcia, en pueblos del litoral, como Águilas, Mazarrón, Isla Plana, La Azohia y El Portús (Cartagena) se ha utilizado igualmente durante toda la historia.
En el pueblo de El Portús, cerca de Cartagena, se celebra cada año "La Jornada Marinera Portisium Jábega", para mostrar en qué consiste este arte de pesca y como se hacía, siendo solo una representación marinera.
Su nombre proviene de la palabra árabe sabaka, xábaka o šabbāk, que significa precisamente "red". 
Sin embargo, también se conoce por este nombre a la embarcación de remo utilizada en el litoral de la provincia de Málaga y limítrofes, necesaria para calar la red, aunque en realidad se debe de llamar barca de jábega. Embarcaciones similares son el sciabeco italiano o el sambuk del mar Rojo. 
Durante el siglo XIX fue ampliamente usada para la pesca de la sardina en el golfo de Cádiz, principalmente en Isla Cristina.
La barca de jábega mide entre 7 y 14 metros de eslora (longitud total) y unos 2,5 metros de manga (anchura máxima) y su peso está en torno a una tonelada, llegando a tripularse hasta por 15 remeros más un patrón o timonel, aunque actualmente solo existen barcas de jábega de 7 remos, dedicadas al uso lúdico y regatas. Desde la barca se calaba (echar) la red que se recoge luego desde la costa.

## La red
Con más de cien brazas de largo compuesta de un copo central y dos bandas, de las cuales se tira de tierra por medio de cabos sumamente largos. Se la conoce también como alcabala, alcoba, bol, boliche, cazarete, cingleta, copo, jabegote, jabeguero o marengo.

Partes de la jábega.

## Bibliografía

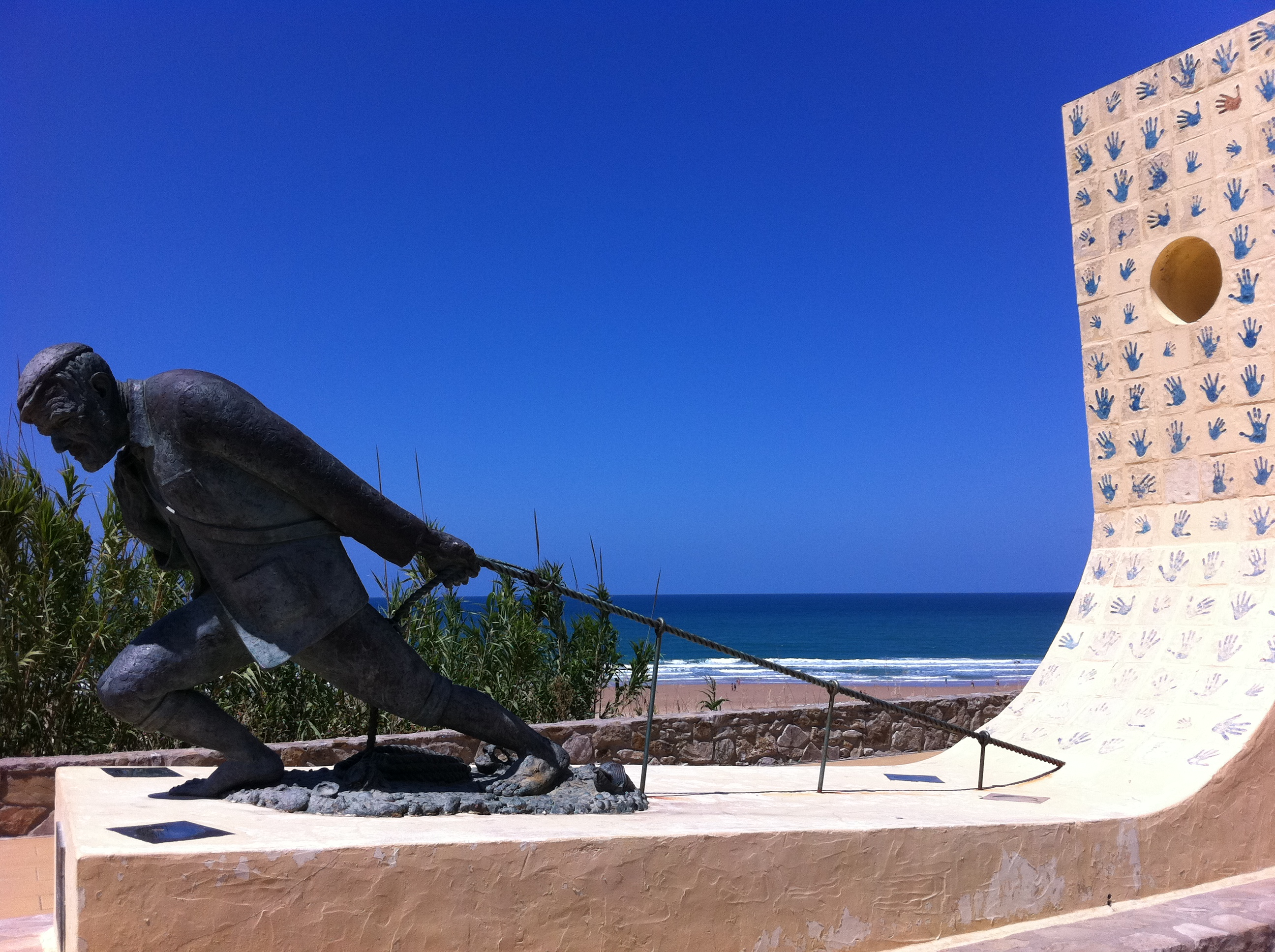
Monumento al jabeguero en Conil de la Frontera (Cádiz). Obra del escultor Antonio Mota.